# Augustus (Schiff, 1952)
Die Augustus war ein Linienpassagierschiff der italienischen Italia Società di Navigazione (Italian Line), das für die Reederei von 1952 bis 1976 im Dienst stand. Nach seiner Dienstzeit bei der Italian Line wechselte das Schiff in den 1970er bis 1990er Jahren mehrfach den Besitzer, kam jedoch mit Ausnahme einer kurzen Dienstzeit 1978 zwischen Kaohsiung und Keelung nicht mehr in Fahrt. Zuletzt lag es seit 1999 als Hotelschiff unter dem Namen Philippines neben dem Manila Hotel im Hafen von Manila. Im September 2011 wurde die knapp sechzig Jahre alte Philippines aus Kostengründen zum Abbruch verkauft, der 2012 im indischen Alang erfolgte.
Die Augustus war mit ihrem Schwesterschiff Giulio Cesare das erste große italienische Passagierschiff der Nachkriegszeit und galt bei Indienststellung als eines der modernsten der Welt. Mit seiner 60-jährigen Lebensdauer gehörte das Schiff zuletzt zu den letzten existierenden Luxuslinern. Dennoch scheiterten Versuche, die ehemalige Augustus museal zu erhalten.

## Planung und Bau
Nach Ende des Zweiten Weltkriegs hatte die Italian Line einen großen Teil ihrer Flotte – darunter ihre beiden größten Einheiten Rex und Conte di Savoia – verloren, so dass der Bau von zwei neuen Schiffen beschlossen wurde: Die Giulio Cesare und ihr Schwesterschiff Augustus. Die beiden Schiffe sollten knapp 30.000 BRT groß sein und sowohl Stärke als auch Luxus auf See verkörpern. Die Neubauten hatten ein elegantes Design und sollten laut der Italian Line „schwimmende Grand Hotels“ werden. Der Stapellauf der Augustus fand am 19. November 1950 in Triest statt. Taufpatin des Schiffs war Francesca De Gasperi, die Gattin des damaligen italienischen Premierministers Alcide De Gasperi. Im Februar 1952 erfolgte die Fertigstellung der Augustus.
Die zwei beim Bau verwendeten doppeltwirkenden Zwölfzylinder-Dieselmotoren waren schon 1941 beim Turiner Hersteller Fiat Grandi Motori gebaut worden.
Die Augustus und ihr Schwesterschiff Giulio Cesare galten als für ihre Zeit überaus modern. Mit ihren vollklimatisierten Passagierbereichen und eigenen Pools für Erste, Zweite und Touristenklasse setzten sie neue Standards im Linienverkehr nach Südamerika. Ihr für die frühen 1950er Jahre futuristisches Design war unter anderem Vorbild für die von der Italien Line wenig später erbauten, etwas größeren Schwesterschiffe Andrea Doria und Cristoforo Colombo.

## Dienstzeit für die Italian Line

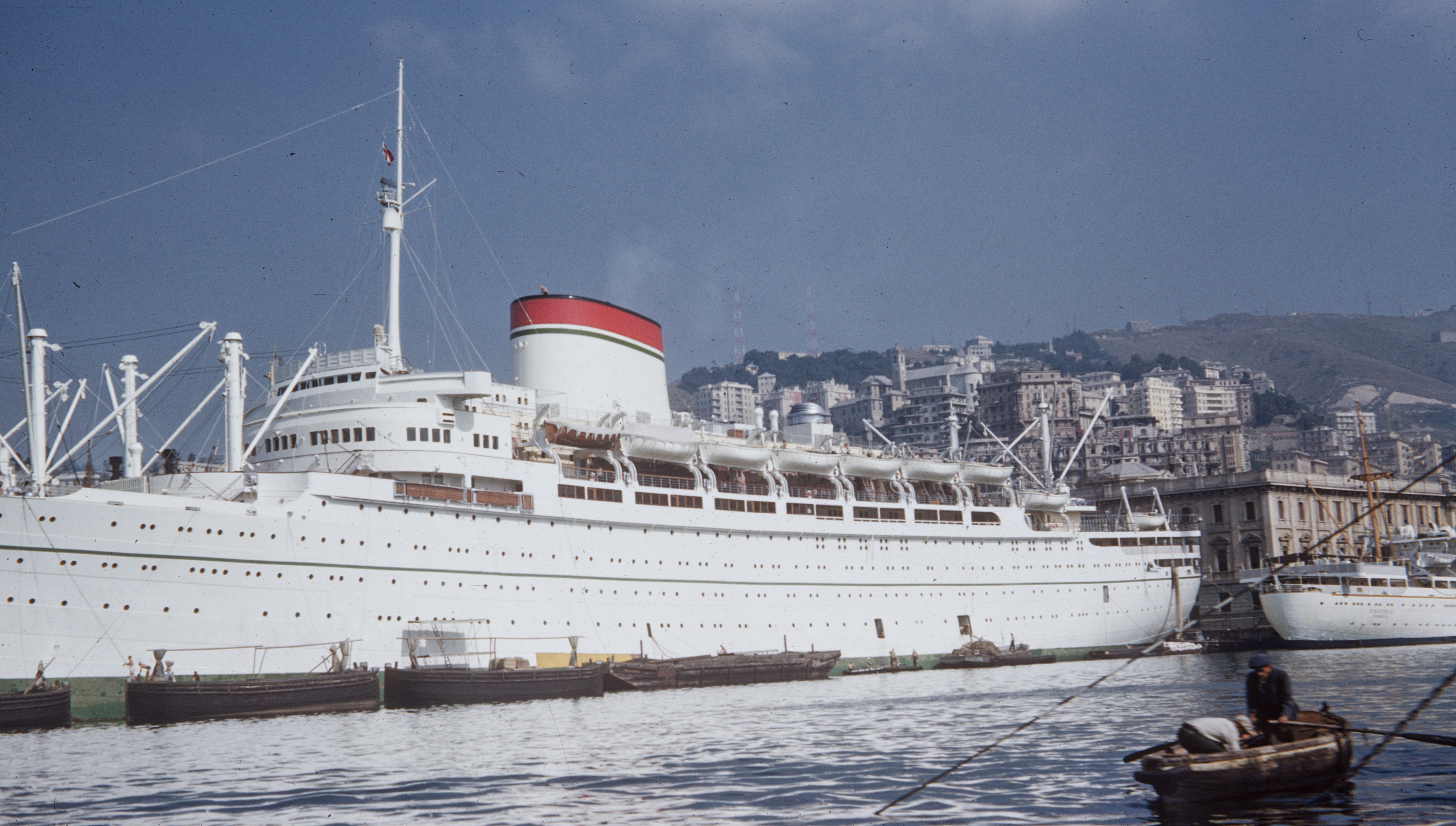
Die Augustus oder Giulio Cesare in Genua, um 1960

Die Augustus startete ihre Jungfernfahrt von Genua nach Buenos Aires am 4. März 1952. Im Februar 1957 wurde sie auf die Nordatlantikstrecke verlegt, da sie die 1956 gesunkene Andrea Doria vertreten musste. Im September 1961 wechselte sie wieder auf ihre alte Strecke, nachdem im Jahr zuvor der neue Transatlantikliner Leonardo da Vinci fertiggestellt werden konnte.
Der Dienstplan der Augustus war eng getaktet. Zwischen den etwa 17 bis 18 Tagen andauernden Überfahrten verbrachte das Schiff meist nur wenige Tage für den Besatzungswechsel oder kleinere Wartungsarbeiten im Hafen. So lag der Abstand zwischen Ende und Beginn einer Überfahrt bei der Augustus in der Saison 1966 beispielsweise bei maximal drei bis fünf Tagen. Lediglich im Juni verbrachte das Schiff etwas mehr Zeit (9 Tage) für Werftüberholungen in Neapel.
1964 oder 1965 wurde die Augustus zusammen mit ihrem Schwesterschiff renoviert und modernisiert. Hierbei änderte sich auch die Einteilung der Passagiere: Statt Erster, Zweiter und Dritter Klasse gab es fortan nur noch eine Aufteilung zwischen der Ersten Klasse (180 Passagiere) und der Touristenklasse (1.000 Passagiere). In den darauffolgenden Jahren machten Linienflüge den Passagierdienst nach Südamerika immer unrentabler. Im Januar 1973 erlitt das Schwesterschiff Giulio Cesare einen Ausfall der Ruderanlage und wurde daraufhin aufgrund der hohen Reparaturkosten und der zurückgehenden Passagierzahlen 1974 als erstes großes italienisches Passagierschiff der Nachkriegszeit in La Spezia abgewrackt.
Die Augustus blieb noch drei Jahre länger im Liniendienst, ehe sie am 15. Januar 1976 ebenfalls ausgemustert und in Neapel aufgelegt wurde. Im Jahr darauf stellte die Italian Line ihren Liniendienst vollständig ein.

## Dienstzeit in Asien und als Hotelschiff

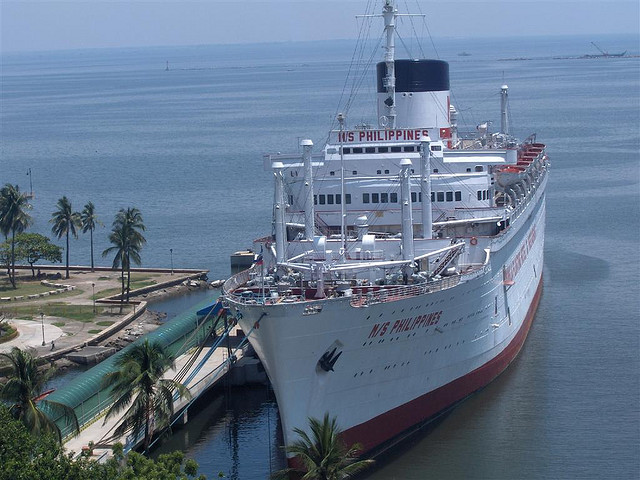
Die Philippines als Hotelschiff in Manila

Im Frühjahr 1976 wurde die Augustus an Great Shipping & Investment nach Hongkong verkauft und in Great Sea umbenannt. Der neue Eigner überführte das Schiff zunächst für Umbauarbeiten nach Hongkong, dann im Juli 1977 nach Keelung, ohne dass es in den Dienst zurückkehrte. Im selben Jahr ging es an Great Sea Shipping und lag seit Oktober 1977 wieder in Hongkong. Am 3. Juli 1978 konnte die Great Sea schließlich nach langer Aufliegezeit den Liniendienst von Kaohsiung nach Keelung aufnehmen. Dieser war jedoch nicht sehr erfolgreich, so dass das Schiff am 21. August 1978 erneut in Hongkong aufgelegt wurde. Dies war das letzte Mal, dass die ehemalige Augustus im aktiven Dienst stand.
1980 benannte man das an Ocean King Navigation verkaufte Schiff zunächst in Ocean King um. 1983 wurde es unter dem Namen Philippines nach Manila verkauft, wo es zwei Jahre lang als Wohnschiff diente. 1985 taufte man es in President um, jedoch blieb das Schiff zunächst in Hongkong und seit 1989 in Kaohsiung aufgelegt. Nach zehn Jahren Liegezeit wurde das Schiff 1997 renoviert und in Asian Princess umbenannt, um als Kreuzfahrtschiff eingesetzt zu werden. Diese Pläne erwiesen sich jedoch als unwirtschaftlich, so dass sie wieder verworfen wurden. 1999 ging die Asian Princess in den Besitz des Manila Hotel über und erhielt wieder seinen alten Namen Philippines, um als Hotelschiff neben dem eigentlichen Manila Hotel eingesetzt zu werden. Zunächst war das Schiff in seiner neuen Rolle als Hotel, Veranstaltungsort und Nachtclub erfolgreich, wurde in den darauffolgenden Jahren aber immer unrentabler und stand seitdem nur noch sporadisch als Hotel (vor allem, wenn das eigentliche Manila Hotel ausgebucht war) oder für besondere Anlässe im Einsatz und wurde mehrere Jahre lang vergeblich zum Verkauf angeboten.

## Die letzten Jahre
Da die Philippines das letzte noch existierende Passagierschiff der berühmten, 2002 aufgelösten Reederei Italian Line und allgemein (neben der ebenfalls 2012 abgewrackten Oceanic) eines der letzten italienischen Linienpassagierschiffe war, gab es Bemühungen, das Schiff als Museum oder Hotel zu erhalten. Diese Pläne scheiterten an zu hohen Preisvorstellungen des damaligen Besitzers. So verlangte dieser zwischenzeitlich 19 bis 20 Millionen US-Dollar für die seit Jahrzehnten inaktive und stellenweise sanierungsbedürftige Philippines.
Im September 2011 wurde bekanntgegeben, dass die Philippines zum Abwracken nach Indien verkauft worden war. Um den 19. September verließ das Schiff nach 12 Jahren seinen Liegeplatz in Manila im Schlepptau, jedoch verzögerte sich die Fahrt nach Indien durch einen Maschinenschaden des Schleppers, der daraufhin ersetzt werden musste. Auf dem Weg zum Abbruch erlitt das sechzig Jahre alte Schiff zudem Wassereinbruch, dennoch erreichte es am 15. Oktober die Abwrackwerften bei Alang. Der Abbruch begann im Januar 2012 und war bis zum Oktober 2012 abgeschlossen.

## Ausstattung
Die Augustus verfügte über insgesamt neun Passagierdecks: Sun Deck, Lido Deck, Boat Deck, Promenade Deck, Upper Deck, Foyer Deck, A Deck, B Deck und C Deck. Das oberste Deck (Sun Deck) war ausschließlich den Passagieren Erster Klasse vorbehalten, zudem befanden sich dort die Kommandobrücke, der Kartenraum und der Funkraum. Auf dem darunterliegenden Lido Deck befanden sich neben einer Promenade und dem Pool Erster Klasse mitsamt einer Bar im Heckbereich auch die Unterkünfte für die Offiziere des Schiffes. Die ersten und teuersten Suiten Erster Klasse befanden sich auf dem Boat Deck, die Bereiche der Kabinenklasse begannen auf dem Promenade Deck, die der Touristenklasse ein Deck darunter auf dem Upper Deck.